# Bobbie Traksel
Bobbie Traksel, född 3 november 1981 i Tiel, är en professionell tävlingscyklist från Nederländerna. Han tävlar för Vacansoleil Pro Cycling Team, tidigare P3 Transfer-Batavus.
Under sin karriär tävlade Traksel för flera professionella lag, inklusive Rabobank (2001–2004), MrBookmaker.com–SportsTech (2005–2006), Palmans Collstrop (2007), P3 Transfer-Batavus (2008), Vacansoleil Pro Cycling Team (2009–2010), Landbouwkrediet (2011–2012), Champion System Pro Cycling Team (2013) och An Post–Chain Reaction (2014). 
Bland hans mest framstående segrar finns Veenendaal–Veenendaal 2002, Driedaagse van West-Vlaanderen 2008 och Kuurne–Bryssel–Kuurne 2010. 
Traksel avslutade sin professionella karriär 2014.

## Biografi
Bobbie Traksel blev som 16-årig integrerad i Rabobanks juniorlag. Han vann Flandern runt för amatörer framför Frederik Willems och Yoeri Beyens. Samma år vann han också PWZ Zuidenveld Tour och etapp 4 av Tour du Loir-Et-Cher "E. Provost". 

### Rabobank
Med anledning av sin seger i Flandern runt för amatörer blev han erbjuden ett stagiaire-kontrakt med Rabobank, vilket innebar att han fick prova på att vara professionell under några månader innan Rabobank valde att anställa Bobbie Traksel för två år, när han bara var 19 år, vilket innebar att han blev en av de yngsta nederländska cyklisterna att bli professionell i historien.
Sitt första år som professionell var dock inte lyckosamt, utan på en av sina första tävlingar för säsongen föll han under GP de Fayt-le-Franc och bröt 10 revben och skadade lungan.
Under säsongen 2002 vann han Veenendaal–Veenendaal framför Bart Voskamp och Robbie McEwen. Han vann också etapp 1 av både Ster Elektrotoer och Sachsen Tour. Under året slutade han tvåa på Dwars door Gendringen bakom Ivan Quaranta och trea på Rund um den Flughafen Köln-Bonn och etapp 7 av Fredsloppet. Han deltog under året också i Paris-Tours och världsmästerskapen i Zolder.
När säsongen var slut valde Rabobank att fortsätta anställa Bobbie Traksel under två år, men oturen började igen när säsongen 2003 startade. I januari startade säsongen med problem med akillessenan. Han kom tillbaka till vårklassikerna men efter Kuurne-Bryssel-Kuurne i mars skadade han sitt knä. I maj ramlade han under Tour de Picardie och skadade sin skuldra. Efter skadorna tog det lång tid att komma tillbaka till den mentala form som han var van vid. Det visade sig sedan i oktober att han hade körtelfeber, tillsammans med toxoplasmos. Han fick antibiotika och var tillbaka i cykelsadeln inför säsongen 2004.
Han slutade tvåa på etapp 4 av Ster Elektrotoer bakom belgaren Niko Eeckhout. I juni vann han Profronde van Fryslân med anledning av Ex aequo et bono, utifrån det skäliga och goda. De övriga vinnarna var Tom Veelers, Arne Kornegoor, Rudie Kemna, Matthé Pronk, Eelke Van Der Wal, Allan Bo Andresen, Thorwald Veneberg, Roy Sentjens, Erik Dekker, Paul van Schalen, Arno Wallaard, Bert Hiemstra, Igor Abakoumov, Gerben Löwik, Rik Reinerink, Nico Mattan, Niels Scheuneman, Preben Van Hecke, Dennis Haueisen, Stefan Kupfernagel och Marvin Van Der Pluijm.

### MrBookmaker.com-SportsTech
Inför säsongen 2005 lämnade Traksel Rabobank och blev i stället anställd av MrBookmaker.com-SportsTech. Han slutade femma i Étoile de Bessèges i början av året, inklusive en andra plats på etapp 3 bakom Jens Voigt. Under tävlingen skadade han sitt knä i en krasch och det ledde till att han missade en stor del av vårsäsongen när han var borta under 20 veckor och skadan krävde operation.

### Unibet.com Cycling Team
MrBookmaker.com-SportsTech bytte inför säsongen 2006 namn och blev Unibet.com Cycling Team. Året startade återigen med skador när han föll under Étoile de Bessèges i februari. Det var under etapp 3 som han frontalkrockade med en bil i en nedförsbacke. Han fick en hjärnskakning, ett djupt sår på höger ben och bröt två tår i olyckan. I olyckan skadade han också en häl och några tänder. I augusti samma år bröt den då 24-åriga nederländaren två revben och fick en spricka i skulderbladet när han kraschade under träning. I oktober vann han en mindre cykeltävling i Zwevezele framför Johnny Hoogerland och Wouter Weylandt. Men Unibet.com Cycling Team valde att inte förlänga sitt kontrakt med den nederländska cyklisten.

### Palmans-Cras
I stället blev han kontrakterad av det mindre stallet Palmans-Cras, med vilka han vann etapp 1 av Boucles de la Mayenne, en tävling som han slutade på andra plats bakom Nicolas Vogondy. Han slutade tvåa på OZ Wielerweekend bakom Tom Veelers. Han slutade också tvåa på GP Claude Criquielion, Omloop der Kempen och Ronde van Noord-Holland. Han slutade också trea på Omloop van het Waasland-Kemzeke bakom Niko Eeckhout och Geert Omloop. Han slutade också trea på en mindre tävlingen i Houtem.

### P3 Transfer-Batavus
P3 Transfer-Batavus blev Bobbie Traksels nya stall inför 2008. Under året kom han tillbaka till sina forna form och hälsa och hade inga större skador under året. Han vann Driedaagse van West-Vlaanderen, plus en etapp under tävlingen. Han slutade också trea på etapp 1 av tävlingen bakom Aurélien Clerc och Jaŭhen Hutarovitj. Under året vann han etapp 2 av Vuelta Ciclista Internacional a Extremadura och etapp 4 av Olympia's Tour, en tävling som han vann framför Johnny Hoogerland och Lieuwe Westra, två cyklister som han skulle bli stallkamrat med inför 2009. Han vann också den mindre tävlingen Grote 1-Mei Prijs. Traksel slutade tvåa på Omloop van het Waasland-Kemzeke, bakom Niko Eeckhout. Han slutade också tvåa på Ronde van Overijssel bakom den då 19-åriga Robin Chaigneau. I Ronde van het Groene Hart slutade han trea bakom Tomas Vaitkus och Wouter Weylandt. Under året slutade han också sjua på Kuurne-Bryssel-Kuurne bakom Steven De Jongh, Sebastian Langeveld, Matthew Goss, Tom Boonen, Enrico Franzoi och Borut Bozic.

### Vacansoleil Pro Cycling Team
Inför 2009 bytte P3 Transfer-Batavus skeppnad och blev Vacansoleil Pro Cycling Team. I mars slutade han tvåa på etapp 2 av Driedaagse van West-Vlaanderen bakom italienaren Danilo Napolitano. Bobbie Traksel slutade trea på etapp 2 av DELTA Tour Zeeland i juni. På de nederländska mästerskapens linjelopp slutade Traksel på fjärde plats bakom Koos Moerenhout, Kenny Robert van Hummel och Joost van Leijen. Han slutade trea på Kampioenschap van Vlaanderen - Koolskamp bakom Steven de Jongh och Sebastian Langeveld.

## Privatliv
Bobbie Traksel är gift med cyklisten Christa Pirard. Hennes far Frits Pirard var också en tidigare tävlingscyklist, liksom Frits Pirards bror Frank Pirard.

## Stall
- 2001-2004 Rabobank
- 2005 MrBookmaker.com-SportsTech
- 2006 Unibet.com
- 2007 Palmans Collstrop
- 2008 P3 Transfer-Batavus
- 2009 Vacansoleil Pro Cycling Team